# Milan Milošević (klarinetista)
Milan Milošević (Beograd, 6. maj 1969) srpsko-kanadski  je klarinetista, solista, kamerni i orkestarski muzičar i profesor na Vankuver koledžu.

## Karijera
Milan Milošević je klarinetista, koji je stekao doktorat muzičke umetnosti na Univerzitetu Britanske Kolumbije u Kanadi. Dobitnik je nagrade Saveta za umetnost Britanske Kolumbije, doktorske istraživačke stipendije i nagrade za akademsku izuzetnost na Univerzitetu Britanske Kolumbije. Milan je aktivan kao umetnički predstavnik Backun MoBa klarineta, Stowasser J. taragota i Légère trski. Milan je čest gostujući predavač specijalističke pedagoške muzičke asocijacije i član je Američke federacije muzičara, kao i Internacionalne asocijacije klarinetista. Studirao je kod prof. Milenka Stefanovića, Čarlsa Najdiha, Ajako Ošime i Roberta Springa. Nedavno je sarađivao u univerzitetskom istraživanju sa još jednim umetničkim predstavnikom firmi Backun i Légère, prof. Rikardom Moralesom.
Trenutno predaje klarinet i direktor je Muzičkog odseka na Vankuver koledžu u Kanadi. Prethodno je bio stalni član Beogradske filharmonije i umetnički ko-direktor Duvačkog kvinteta Beogradske filharmonije i međunarodnog duvačkog kvinteta Sinergija 5. Milan se istakao kao solista i član kamernog ansambla na festivalu savremene muzike Graundsvel i Festivalu nove muzike, kao solista sa Simfonijskim orkestrom Vinipega. Milan je gostovao u mnogobrojnim angažmanima i promocijama klasične, savremene i tradicionalne muzike na kanadskoj državnoj radio i televizijskoj mreži CBC u Vinipegu i Vankuveru i Kanadskim premijerama. Nedavno je bio gostujući predavač na naučnoj konferenciji i seriji majstorskih kurseva. Između ostalog, na Državnom univerzitetu Džeksona i Univerzitetu Britanske Kolumbije, izveo je premijerno delo koje je naručio.Takođe je sarađivao sa Društvom za novu muziku Vankuvera, Redšift muzičkim društvom, koncertnim serijalom Virtuozi na Univerzitetu u Vinipegu, Vankuverskim simfonijskim orkestrom i Interkulturalnim orkestrom u Vankuveru. Kritičar časopisa Internacionalne asocijacije klarinetista – The Clarinet, hvalio je njegove savremene izvođačke tehnike kao „eklektične, inovativne, i dosad nepoznati doprinos saznanju o klarinetu“. Njegovi snimci Bramsa i Betovena su opisani kao „zavodljivi, izražajni i dobro kontrolisani... zvučno topli u celokupnom opsegu instrumenta.“ Milan je istaknuti umetnik izdavačke kuće Samit rekords u Arizoni, SAD.
Dr Robert Spring, profesor na Državnom univerzitetu Arizone i nekadašnji predsednik Internacionalne asocijacije klarinetista, analizirajući Milanovu doktorsku disertaciju istakao je: „Njegov rad je očaravajući... On stvara nov muzički žanr... Ne samo što je predstavio čitaocu istorijski razvoj instrumenta, već je stvorio i modernu verziju ovog instrumenta!... Ova studija će imati veoma značajan uticaj na izvođaštvo na klarinetu kao i na taragotu. Gospodin Milošević je otvorio novu oblast ovom studijom.“

## Spoljašnje veze
- Zvanična prezentacija